# کالشورجدید
روستایی است از توابع بخش جلگه زوزن و در شهرستان خواف استان خراسان رضوی ایران.

## جمعیت
.این روستا براساس سرشماری سال1395دارای 300خانوار و1500نفرجمعیت میباشد

## زبان
زبان مردم این روستا بلوچی از نوع (سرحدی)است.

## مذهب
مذهب این مردم اهل سنت(حنفی) میباشد.

## شغل
شغل مردم این روستا اکثریت دامداری میباشد.